# مرقطان (سوق الثلاثاء)
مرقطان هي إحدى مشيخات المملكة المغربية، تتبع جغرافيا لإقليم القنيطرة وإداريًا لسوق الثلاثاء. يقدر عدد سكانها بـ 10508 نسمة حسب الإحصاء الرسمي للسكان والسكنى لسنة 2004.